# Monaster Trójcy Świętej w Meksyku
Monaster Trójcy Świętej – prawosławny męski monaster w mieście Meksyk, podległy eparchii San Francisco i zachodniej Ameryki.
Skit został otwarty w 2007, jego przełożonym został hieromnich Nektariusz (Haji-Petropoulos). W kolejnych latach złożył on śluby wielkiej schimy i został podniesiony do godności ihumena. Języki liturgiczne wykorzystywane w skicie to: cerkiewnosłowiański, grecki oraz hiszpański. Monaster położony jest w dzielnicy Cuauhtémoc.
9 grudnia 2011 skit Świętej Trójcy w Meksyku otrzymał status monasteru.